# 방종철
방종철(方從哲, ?~1628)은 자(字)는 중함(中涵)이다. 북직례(北直隷) 대흥현(大興縣, 오늘날 북경北京)에서 태어났다. 금의위(錦衣衛)에 적을 두었으며, 본적은 절강(浙江) 덕청현(德淸縣)이다. 명대 정치인물이다. 만력 계미과(癸未科) 진사(進士)이다. 내각수보(內閣首輔)까지 올랐다.

## 생애
만력(萬曆) 11년(1583) 계미과(癸未科) 진사(進士)가 되었다. 국자감사업(國子監司業), 국자감좨주(國子監祭酒)에 올랐고, 광세(礦稅) 폐지를 청하였다. 사례감병필태감(司禮監秉筆太監) 전의(田義)에게 죄를 지어 파직되어 귀향하였다. 만력41년(1613) 섭향고(葉向高)의 천거로 예부우시랑(禮部右侍郞)이 되었다. 같은해 9월, 오도남(吳道南)과 함께 예부상서(禮部尙書)와 동각대학사(東閣大學士)에 봉해졌다. 여러 차례 상소문을 올려 정무를 보고하였다. 만력44년(1616) 누르하치(努爾哈赤)가 금(金)의 한(汗)을 칭하고 천명(天命)이라는 연호를 세웠다. 방종철은 상주하여 "오늘날 군향이 부족한 지 수 개월이어서 모든 군대가 굶주려서 밥을 먹을 수 없고 추워도 입을 수 없습니다. ... 속히 내탕 수십만 량을 내어 해당 진(鎭)에 먼저 사용하고 이후에 구변(九邊)에까지 미쳐서 급한 우려부터 진정하십시오(今缺餉至于數月, 諸軍饑不得食, 寒不得衣. … 宜速發內帑數十萬, 先盡該鎭, 次及九邊, 用以抒燃眉之憂)"라고 하였다. 그러나 만력제는 받아들이지 않았다. 방종철은 7년 동안 독상(獨相)을 하면서 비록 여러 상주를 올렸지만 명분상의 쟁취에만 관심을 두고 실제로는 황제의 의사를 따르기만 하여 제대로 시정한 것은 없었다.
광종(光宗) 태창제(泰昌帝) 당시, 방종철은 내각수보(內閣首輔)에 올라, 이가작(李可灼)을 데려다가 입궁하여 홍려시승(鴻臚寺丞)에 앉히고 홍환(紅丸)을 올리자, 황제가 한 개를 먹은 후에 "충신이다! 충신이다!(忠臣!忠臣!)라고 하였다. 오후 3시 다시 한 알을 먹었다. 그리고 9월 1일 5경에 급사하였다. 재위 29일만이었다. 이는 명조의 유명한 홍환안(紅丸案)이다. 예부상서(禮部尙書) 손신행(孫愼行)은 방종철과 이가작을 성토하였다. 방종철은 죄를 벗어나고자 '이가작은 죄가 없으며 황제에게 치료를 했으나 은을 내려야 한다'고 하면서, '약을 진헌한 것은 효과가 없으나 또한 신하가 군주를 사랑한 뜻이다(進藥不效, 但亦臣愛君之意)'라고 말했다.
태창(泰昌) 원년(1620) 11월 3일과 20일, 두 차례 상주를 올려 휴직을 청하였다. 희종(熹宗) 천계제(天啓帝)는 위무하며 유임하였다. 12월 28일, 이를 비준했다. 이가작은 변방으로 충군되었다. 천계(天啓) 연간, 서대화(徐大化)가 방종철을 복귀시키고자 청했으나 방종철은 응하지 않았다. 숭정(崇禎) 원년(1628) 사망했다.
사후 태부(太傅)가 더해졌고 시호는 문단(文端)이다.

## 가족
장자 방세홍(方世鴻)은 음서로 상보사승(尙寶司丞)이 되었으나 배움이 없고 학술이 없었다. 만력46년(1618) 방세홍은 기생과 함께 놀다가 기녀가 말에 떨어진 사건에 휘말렸다. 이로 인해 순성어사(巡城御史) 설정(薛貞)에게 탄핵되었다. 방종철은 사직을 청하였으나 만력제는 만류하였다.

## 참고
| 전 임 섭향고(葉向高) | 제59대 명나라 내각대학사 수보 1614년 ~ 1620년 | 후 임 유일경(劉一燝) |